# Placocosma
Placocosma is een geslacht van vlinders van de familie sikkelmotten (Oecophoridae), uit de onderfamilie Oecophorinae.

## Soorten
- P. anthopetala Meyrick, 1884
- P. diantha Meyrick, 1913
- P. resumptella (Walker, 1864)